# Sigmatidium parvulum
Sigmatidium parvulum är en kräftdjursart som beskrevs av Mielke 1974. Sigmatidium parvulum ingår i släktet Sigmatidium och familjen Ectinosomatidae. Inga underarter finns listade i Catalogue of Life.